# Joseph-Mathias de Hemricourt de Grunne
Joseph Mathias Charles Thomas Marie de Hemricourt de Grunne (Dresden, 20 februari 1769 - Eltville, 7 oktober 1853), bekend als Carloman d'Hemricourt de Grunne, was een Zuid-Nederlands edelman, behorende tot de familie De Hemricourt de Grunne.

## Geschiedenis
De familie de Grunne had Duitse wortels, voor ze zich in de Zuidelijke Nederlanden vestigde onder de naam De Mozet, naar de heerlijkheid Mozet bij Gesves, en heren van Grunne, naar de heerlijkheid Grune bij Nassogne. In 1747 werden Nicolas-François de Mozet, Philippe-Antoine de Mozet en nog een paar broers verheven tot graaf de Grunne en van het Heilige Roomse Rijk door keizer Frans I. Kort nadien lieten ze de naam de Mozet achterwege en noemden zich de Grunne. Pas vanaf 1825 voegden ze d'Hemricourt aan hun volle familienaam toe, vanaf 1850 gewijzigd in de Hemricourt.
Philippe-Antoine de Mozet liet zich vanaf 1747, zoals zijn broers, graaf de Grunne noemen. Hij had een zoon, Philippe-Antoine, die in 1776, als gevolg van een adoptie, zijn naam schreef als de Grunne-Pinchart. Zijn oudste zoon behield die naam toen hij zich in Oostenrijk vestigde. Deze familietak is in de twintigste eeuw uitgedoofd.
Philippe-Antoine senior was lid van de Tweede stand van de provincies Namen en van Luxemburg en generaal-majoor in het Oostenrijkse leger. Hij was getrouwd met Madeleine von Holstein.

## Levensloop
Philippe-Antoine junior trouwde in 1812 in Brussel met Betsy de Secus (Bergen, 1791 - Brussel, 1873), dochter van François de Sécus. Ze hadden een dochter en vier zoons, van wie twee voor nazaten zorgden. Alle Belgische de Grunnes stammen van hen af. De twee oudsten werden in Brussel geboren, de drie jongsten in Frankfurt am Main.
De eerste jaren van zijn actief leven bracht hij door in dienst van het Habsburgse keizerrijk, als kamerheer van keizer Frans II, en als officier, later luitenant-generaal.
Minstens vanaf zijn huwelijk in 1812 was hij in Brussel gevestigd. In 1816 werd hij onder de naam d'Hemricourt de Grunne erkend in de erfelijke adel met de titel graaf, overdraagbaar op alle afstammelingen en met benoeming in de Ridderschap van Namen. Hij trad toe tot de diplomatie van het Verenigd Koninkrijk der Nederlanden en werd buitengewoon gezant bij de Rijksdag en bij de hoven van Saksen, Nassau en Hessen. Na 1830 bleef hij trouw aan Nederland.